# Noley Thornton
Noley Thornton (30 dicembre 1983) è un'attrice statunitense.
Ha avuto ruoli minori in Beverly Hills, 90210 (1990), Star Trek: The next generation (stagione 5, episodio 22), Star Trek: Deep Space Nine (1993) ed è diventata famosa per il suo ruolo in Heidi (1993)